# Pizzo Michele
Pizzo Michele este o arie protejată (arie specială de conservare — SAC, sit de importanță comunitară — SCI) din Italia întinsă pe o suprafață de 2.817 ha, integral pe uscat.

## Localizare
Centrul sitului Pizzo Michele este situat la coordonatele 38°00′07″N 14°31′46″E / 38.001944°N 14.529444°E.

## Înființare
Situl Pizzo Michele a fost declarat sit de importanță comunitară în septembrie 1995 pentru a proteja 2 specii de plante și 4 specii de animale. Situl a fost protejat și ca arie specială de conservare în martie 2017.

## Biodiversitate
Situată în ecoregiunea mediteraneană, aria protejată conține 11 habitate naturale: Păduri panonice-balcanice de stejar turcesc - stejar sesil, Pajiști umede mediteraneene cu ierburi înalte de Molinio-Holoschoenion, Mlaștini alcaline, Pseudostepă cu ierburi și specii anuale de Thero-Brachypodietea, Păduri de stejar alb estice, Râuri mediteraneene cu debit intermitent, cu specii de Paspalo-Agrostidion, Galerii de Salix alba și de Populus alba, Păduri de Quercus ilex și Quercus rotundifolia, Păduri de Quercus suber, Lacuri eutrofice naturale cu vegetație de tip Magnopotamion sau Hydrocharition, Fânețe de joasă altitudine (Alopecurus pratensis, Sanguisorba officinalis).
La baza desemnării sitului se află mai multe specii protejate:
- plante (2): Leontodon siculus, Petalophyllum ralfsii
- păsări (1): gaia roșie (Milvus milvus)
- nevertebrate (1): Euplagia quadripunctaria
- reptile (2): Emys trinacris, țestoasă bănățeană (Testudo hermanni)

Pe lângă speciile protejate, pe teritoriul sitului au mai fost identificate 20 de specii de plante, 1 specie de păsări, 4 specii de amfibieni, 2 specii de mamifere, 78 de specii de nevertebrate, 9 specii de reptile.